# Calystegia ×pulchra
Espèce
Calystegia ×pulchra est une espèce de plantes de la famille des Convolvulaceae.
C’est un hybride entre Calystegia pellita et Calystegia silvatica.